# Mateo 28

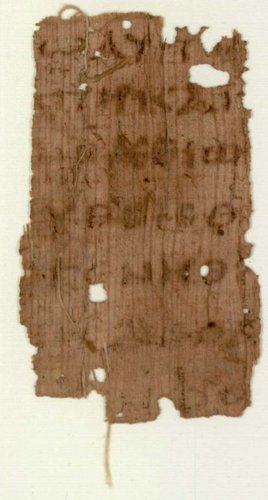
Evangelio de Mateo 28:2-5 en Papiro 105, del siglo V/VI.

Mateo 28 es el vigésimo octavo y último capítulo del Evangelio de Mateo en el Nuevo Testamento. Este capítulo registra la Jesús ha resucitado, describe las acciones de los primeros testigos de este acontecimiento y termina con la Gran Comisión.

## Texto
El texto original fue escrito en griego koiné. Este capítulo está dividido en 20 versículos.

### Testigos textuales
Algunos manuscritos antiguos que contienen el texto de este capítulo son:
- Codex Vaticanus (~325-350)
- Codex Sinaiticus (~330-360)
- Codex Bezae (~400)
- Codex Washingtonianus (~400)
- Codex Alexandrinus (~400-440)
- Codex Ephraemi Rescriptus (~450; versículos 1-14 existentes)
- Papiro 105 (siglos V/VI; versículos 2-5 existentes).[1][2][3]
- Codex Purpureus Rossanensis (siglo VI).

## Resumen
La primera sección, versículos Mateo 28:1-Mateo 28:10, cubre la visita de María Magdalena y "la otra María" (María (madre de Santiago hijo de Alfeo) en Mateo 27:56 a la tumba de Jesús. El griego "εις μιαν σαββατων" se lee literalmente "hacia [el] primer [día] del sábado", pero suele traducirse "primero de la semana". Allí desciende un ángel que abre el sepulcro e incapacita a los guardias. El ángel se dirige a las mujeres, invitándolas a ver el lugar donde había sido depositado ("el Señor"), y a decir al discípulos de Jesús que ha resucitado (o ha resucitado). Al salir del lugar, se encuentran con Jesús resucitado.
En la segunda sección, versículos 11-15, los guardias regresan a Jerusalén, donde informan a los jefe de los sacerdotess sobre lo sucedido y los sacerdotes sobornan a los guardias para que mientan sobre lo sucedido y digan que los discípulos habían venido y robado el cuerpo.
En la tercera sección, versículos 16-20, Jesús se aparece a los discípulos en Galilea y emite la Gran Comisión que termina con una fórmula trinitaria muy discutida por los eruditos modernos.
Henry Alford señala que la Ascensión de Jesús no se registra en el Evangelio de Mateo, pero sugiere que está implícita en las palabras "Yo estoy con vosotros todos los días", en el versículo final.
El Textus Receptus griego y la Biblia del rey Jacobo terminan el versículo 20 con el 8en griego Ἀμήν, Amén', pero la mayoría de los textos antiguos y las traducciones inglesas de la biblia modernas no incluyen esta palabra. El Pulpit Commentary sugiere que "la palabra es aquí una interpolación".

## Recepción
Algunos escritos de los primeros cristianos apelaban a Mateo 28:19. La Didaché (7.1), escrita a finales del siglo I, toma prestada la fórmula trinitaria bautismal que se encuentra en Mateo 28:19. El capítulo séptimo de la Didajé reza: Dicho esto, bautizad en el nombre del Padre, del Hijo y del Espíritu Santo.
Además, Tertuliano, escribiendo alrededor del cambio del siglo II (~200 CE), también cita la fórmula bautismal trinitaria de este pasaje de Mateo dos veces en sus escritos. En el capítulo 26 de su Contra Praxeas, argumentando contra un Unitario entendimiento de Dios, Tertuliano cita esta fórmula, escribiendo "Él les ordena bautizar en el Padre y el Hijo y el Espíritu Santo, no en un Dios unipersonal". Además, en el capítulo 13 de Sobre el Bautismo de Tertuliano, cita la fórmula para establecer la necesidad de la práctica del bautismo, escribiendo "Porque la ley de bautizar ha sido impuesta, y la fórmula prescrita: "'Id', dice, 'enseñad a las gentes, bautizándolas en el nombre del Padre, y del Hijo, y del Espíritu Santo'".